# Молитве за Бобија
Молитве за Бобија (engl. Prayers for Bobby) је амерички телевизијски филм из 2009. године. Филм је режирао Расел Малкахи, а главне улоге тумаче Сигорни Вивер, Хенри Черни и Рајан Кели. Филм је добио неколико награда на филмским фестивалима. Номинован је и за две Еми награде, а главна глумица Сигорни Вивер номинована је за Златни глобус.
Филм говори о мајци која, суочивши се са самоубиством сина, преиспитује своја дотадашња веровања. Настао је према књизи Prayers for Bobby: A Mother's Coming to Terms with the Suicide of Her Gay Son, која је утемељена на истинитом догађају.

## Заплет
Мери Грифит (Сигорни Вивер) је јако побожна жена, и труди се да и своју децу одгаја у складу са принципима Презбитеријанске цркве. Након што се њен син Боби (Рајан Кели) повери старијем брату и каже му да мисли да је геј и након што она сазна за то, њен живот се у потпуности мења. Она верује да Бог може „излечити“ њеног сина. Убеђује га да иде код психијатра, да се моли чешће, и да учествује у црквеним активностима. Иако пристаје да ради све оно што мајка од њега тражи, Боби све више тоне у депресију. Након неког времена одлази од куће и сели се у Орегон, међутим једне ноћи, због депресије и осећања кривице због тога што није савршени син, одузима себи живот, бацивши се са моста под камион.